# Jean Rouaud
Jean Rouaud (n. 13 decembrie 1952, Campbon) este un scriitor francez.

## Opere

### Autobiografie familială
- Les Champs d'honneur, 1990
- Des hommes illustres, de Minuit, 1993
- Le Monde à peu près, de Minuit, 1996
- Pour vos cadeaux, de Minuit, 1998
- Sur la scène comme au ciel, de Minuit, 1999
- Comment gagner sa vie honnêtement (la Vie poétique, 1), Gallimard, 2011
- Une façon de chanter (la Vie poétique, 2), Gallimard, 2012
- Un peu la guerre (la Vie poétique, 3), Grasset, 2014
- Être un écrivain (la Vie poétique, 4), Grasset, 2015

### Eseuri
- Cadou Loire-Intérieure, Joca Seria, 1999
- Les Corps infinis, Gallimar, 2001
- Préhistoires, Gallimard, 2007
- Souvenirs de mon oncle, Naïve, 2009
- Manifestation de notre désintérêt, Climats, 2013
- Misère du roman, Grasset, 2015
- Tout paradis n’est pas perdu, Grasset, 2016

### Cărți ilustrate
- Carnac ou le Prince des lignes, du Seuil, 1999
- La Belle au lézard dans un cadre doré, Albin Michel, 2002
- Les Champs d'honneur, 2005
- Moby Dick, Casterman, 2007

## Premii
- Premiul Goncourt (1990) pentru Les Champs d'honneur
- Premiul André-Gide (2004) pentru La désincarnation

## Literatură
- Corinna Dehne: Der "Gedächtnisort" Roman. Zur Literarisierung von Familiengedächtnis und Zeitgeschichte im Werk Jean Rouauds. Erich Schmidt, Berlin 2002 ISBN 978-3-503-06148-8
- Jan-Pieter Barbian: Jean Rouaud. in dsb. (Red.): Vive la littérature! Französische Literatur in deutscher Übersetzung. Hg. & Verlag Stadtbibliothek Duisburg. ISBN 9783892796565 S. 32f mit Abb.